# (74239) 1998 SP48
(74239) 1998 SP48 – planetoida z pasa głównego asteroid okrążająca Słońce w ciągu 4,06 lat w średniej odległości 2,54 j.a. Odkryta 27 września 1998 roku.